# Стшалкі (Груєцький повіт)
Стшалкі (пол. Strzałki) — село в Польщі, у гміні Нове-Място-над-Пилицею Груєцького повіту Мазовецького воєводства.
Населення — 182 особи (2011).
У 1975-1998 роках село належало до Радомського воєводства.

## Демографія
Демографічна структура станом на 31 березня 2011 року:
|          | Загалом | Допрацездатний вік | Працездатний вік | Постпрацездатний вік |
| -------- | ------- | ------------------ | ---------------- | -------------------- |
| Чоловіки | 88      | 20                 | 55               | 13                   |
| Жінки    | 94      | 20                 | 45               | 29                   |
| Разом    | 182     | 40                 | 100              | 42                   |